# 小金城
小金城（こがねじょう）は、千葉県松戸市大谷口付近（下総国葛飾郡）にあった日本の城。

## 概要
標高20mほどの丘陵地帯にあり、古利根川、中川、荒川流域の低地帯を一望できる場所である。城域は東西800m、南北700mにおよび、12もの郭を備えて、当時の下総国北西部においては最大規模を誇った平山城である。大谷口城、開花城とも呼ばれる。

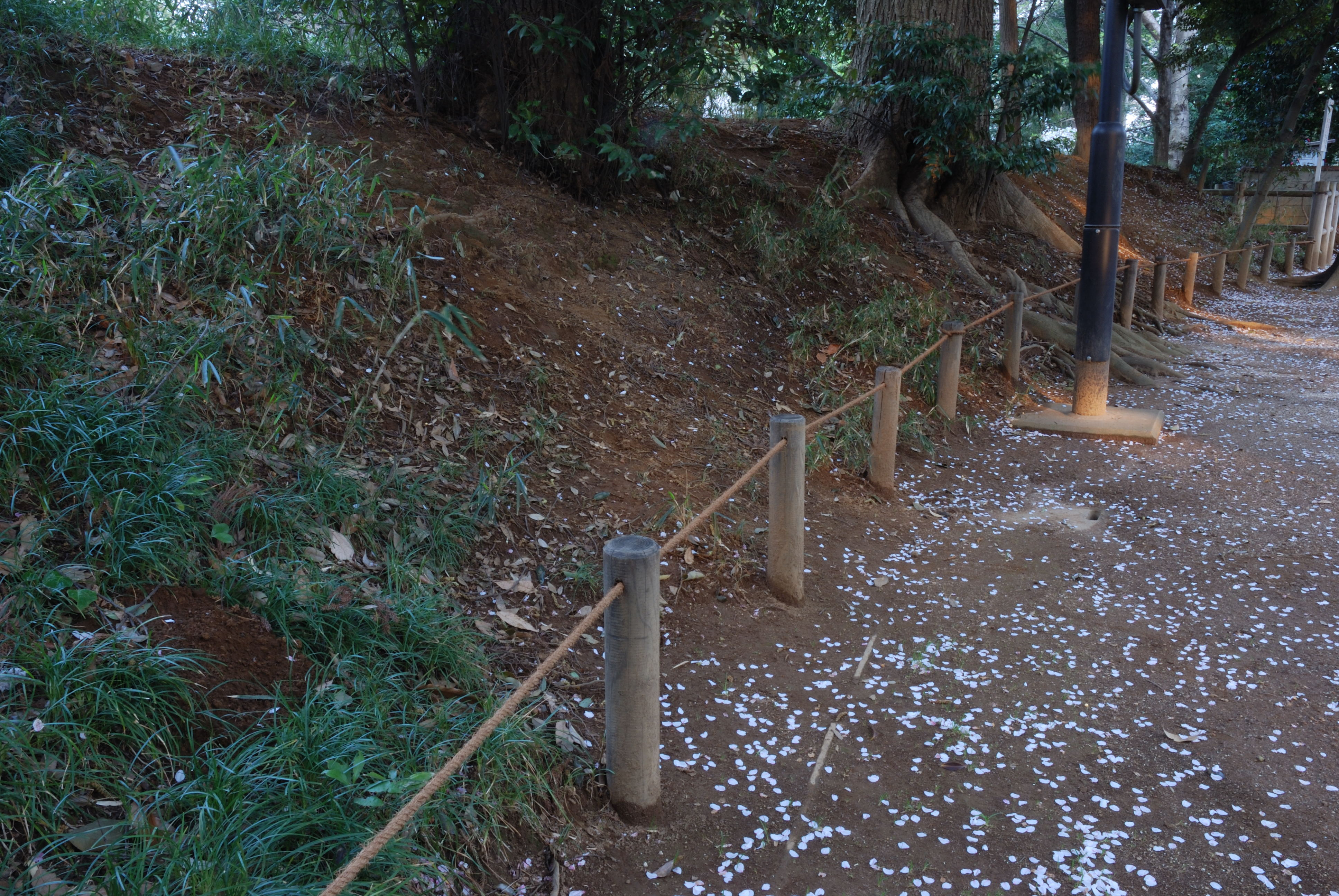
金杉口土塁

要害の城であったが、太日川（現在の江戸川）の要でもあったため、水運により城下は市が立ち並んで金宿（後の小金宿）が形成され、周辺の本土寺や東漸寺が領主高城氏の保護を受けて栄えるなど、軍事的にも経済的にも栄えた場所であった。

## 城の歴史
千葉氏の家老原氏の重臣であった高城氏の居城である。原氏が室町時代の享徳の乱で上杉氏と対立関係に入った時期に、上杉勢力の下総侵攻を防ぐ拠点とするために重臣の高城氏を小金に配置したものと考えられている（金領（こがねりょう））。
小金城（大谷口城）は、享禄3年（1530年）に阿彦丹後入道浄意が縄張りをし、天文6年（1537年）9月に高城胤吉によって築かれた。高城氏は根木内城より居城を移して、胤吉、胤辰、胤則と3代53年の居城となった。胤吉は城建設以前には近郊の栗ケ沢城、根木内城を根拠地として構えていたが、小弓公方足利義明の進出に対抗するために大谷口に新城を築城して移った。
北に金杉口、東に大手口、丑寅に達磨口、西に横須賀口、南に大谷口を設け、横須賀口には家臣を住まわせ、その規模・内容は稀にみる大がかりなもので、完成の祝宴も盛大であったという。以来、天正十八年の豊臣秀吉の小田原攻めで落城するまで、三代に亘って栄えた。
永禄年間（1560年代）、古河御所を追われた古河公方足利義氏の仮御所の役目と、義氏に敵対する関東管領上杉憲政を擁立して関東へ侵攻した上杉謙信に備えて拡張が行われたものと考えられている。実際、永禄4年（1561年）7月から12月にかけて足利義氏は小金城に在城している。また、永禄9年（1566年）2月には上杉方に小金城を包囲されたが、籠城して乗り切ることに成功している（黒田基樹は小金城が一時的とはいえ古河公方の御座所となったことで、古河公方の正統性を巡る争いにおいて特殊な意味を持つようになった可能性を指摘している）。
天正18年（1590年）の小田原征伐の際、後北条氏方の高城氏は小田原城に篭城し、豊臣氏方の浅野長政らに攻められ落城し、火をかけられた。発掘調査の際には本城と中城の表土が赤色化していたのはそのためであると考えられている。
その後、徳川家康の関東移封に伴い、家康の五男・武田信吉が入城する。信吉は文禄元年（1592年）に下総国佐倉城主として転封となり、小金城は文禄2年（1593年）に廃城となった。
高城・小金城落城後、元禄11年（1699年）4月、下総国葛飾郡栗ヶ沢村の知行所に代わり、下総国葛飾郡大谷口村236石が徳川幕府方直参旗本の土屋正克の領地となり、圧政ではなく大熊家や八木原家などの有力者と相携えて村人と融和し両者対立することなく村の統治を行った。その後幕末まで土屋家が領主であり続ける。

## 現代

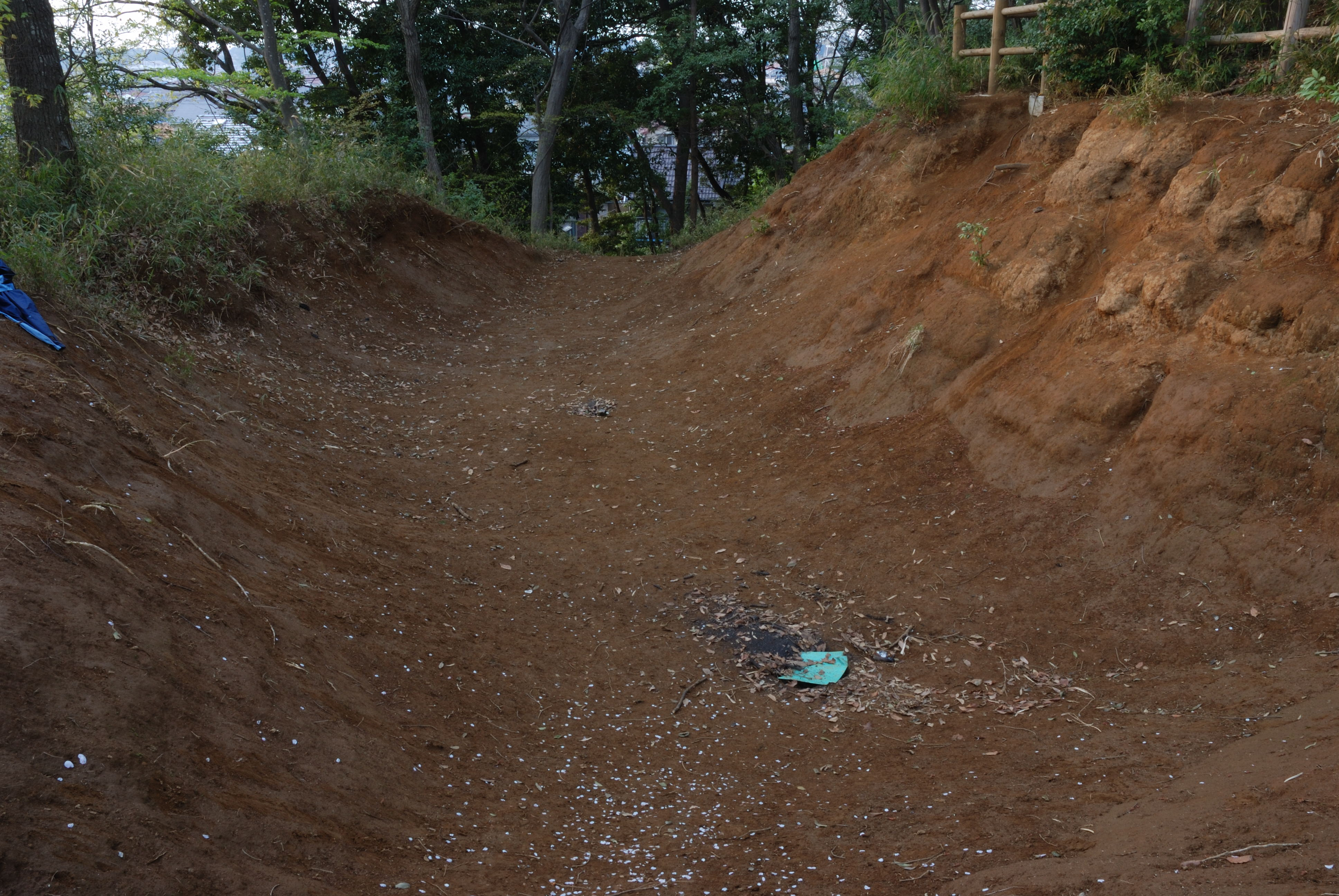
畝堀

昭和40年代頃までは森林の中に遺構がほぼ完存していたが、宅地開発により、多くが消失している。残存した城跡の一部が大谷口歴史公園として整備されており、後北条氏関連の城跡で多く見られる畝堀や障子堀、土塁などの遺構が残る。また達磨口にはかつて引き橋が架かっていたと言われている土塁と堀切の様な場所が残り、馬場と呼ばれる付近にも土塁や空堀のの名残らしき物が有る。なお、昭和37年（1962年）および平成3年（1991年）に宅地造成に際して松戸市によって発掘調査が行われており、多くの建物跡、櫓跡、また鉄砲の弾や陶磁器などが発見されている。
1960年代ごろまでは本城への土橋と空堀が完全に存在していて、その写真は日本城郭大系に掲載されているが、現在残るのは金杉口、達磨口付近の遺構だけである。最も戦闘的な主要建造物を有した「本城」「中城」などは昭和39年の宅地開発により消失している。
近年（2010年代半ば）まで本城と言われる部分の所々に土塁が残っていたが、徐々に減りつつある。